# Großer Preis von Großbritannien 1967
Der Große Preis von Großbritannien 1967 (offiziell XX RAC British Grand Prix) fand am 15. Juli auf dem Silverstone Circuit in Silverstone statt und war das sechste Rennen der Automobil-Weltmeisterschaft 1967.

## Berichte

### Hintergrund
Rund zwei Wochen nachdem beide Lotus-Werkswagen während des Großen Preises von Frankreich an der Spitze des Feldes liegend aufgrund eines identischen Getriebeproblems ausgeschieden waren, brachte das Team entsprechende Modifikationen mit nach Silverstone, um eine Wiederholung dieses Vorfalls zu vermeiden. Der Fachwelt war inzwischen klar, dass der Lotus 49 eigentlich das beste Auto im Feld war, bislang jedoch aufgrund von diversen technischen Schwierigkeiten nicht mit den Erfolgen der zuverlässigen Brabham-Repco mithalten konnte.
Formel-2-Pilot Alan Rees absolvierte an diesem Wochenende seinen ersten und einzigen Einsatz in einem Formel-1-Rennwagen als Gaststarter am Steuer eines dritten Werks-Cooper.
Nach dem Großen Preis von Frankreich führte Denis Hulme in der Fahrerwertung mit sechs Punkten vor Jack Brabham und mit zehn Punkten vor Pedro Rodríguez. In der Konstrukteurswertung führte Brabham-Repco mit zehn Punkten vor Cooper-Maserati und mit 16 Punkten vor B.R.M. und Ferrari.
Bob Anderson startete ein letztes Mal zu einem Formel-1-Rennen. Einen Monat später verunglückte er bei Testfahrten auf dieser Strecke tödlich.

### Training
Im Training, wo die Zuverlässigkeit eine untergeordnete Rolle spielt, bewiesen Jim Clark und Graham Hill erneut eindrucksvoll die Klasse des Lotus-Ford. Clark war in seiner schnellsten Trainingsrunde um rund eine Sekunde schneller als die beiden Brabham von Brabham und Hulme, mit denen er und Hill sich die aus vier Fahrzeugen bestehende erste Startreihe teilten. Die zweite Reihe wurde von Dan Gurney in seinem Eigenbau Eagle T1G, Chris Amon im Ferrari 312 sowie John Surtees auf Honda gebildet. Es folgten die beiden Werks-Cooper von Jochen Rindt und Rodríguez sowie Bruce McLaren im zweiten Eagle und Mike Spence im schnellsten B.R.M.

### Rennen
Nachdem Hill seinen Lotus im Training beschädigt hatte, fanden über Nacht umfangreiche Reparaturmaßnahmen statt, die rechtzeitig zum Start bewältigt wurden.
Clark übernahm die Führung vor Hill. Dieser wurde allerdings bereits in der zweiten Runde von Brabham überholt, während sich Clark absetzen konnte. Unterdessen benötigte Hulme neun Runden, um nach einem missglückten Start seine Ausgangsposition, den vierten Platz, wieder zu erreichen.
Im Laufe der nächsten Runden kämpfte sich Hill wieder an Brabham vorbei. Wenig später gelang dies auch Hulme, der daraufhin die Verfolgung der beiden Lotus an der Spitze aufnahm.
In der 26. Runde konnte Hill die Führung übernehmen und sie bis zur 55. Runde verteidigen, ehe er wegen eines Aufhängungsschadens die Box aufsuchen musste und zurückfiel. Zehn Runden später schied er wegen eines Motorschadens endgültig aus dem Rennen aus.
Clark gewann vor Hulme und Amon, der im Laufe der letzten Runden noch an Brabham vorbeigegangen war.

## Meldeliste
| Team                        | Nr. | Fahrer          | Chassis      | Motor                    | Reifen |
| --------------------------- | --- | --------------- | ------------ | ------------------------ | ------ |
| Brabham Racing Organisation | 01  | Jack Brabham    | Brabham BT24 | Repco 740 3.0 V8         | G      |
| Brabham Racing Organisation | 02  | Denis Hulme     | Brabham BT24 | Repco 740 3.0 V8         | G      |
| Owen Racing Organisation    | 03  | Jackie Stewart  | BRM P83      | BRM P75 3.0 H16          | G      |
| Owen Racing Organisation    | 04  | Mike Spence     | BRM P83      | BRM P75 3.0 H16          | G      |
| Team Lotus                  | 05  | Jim Clark       | Lotus 49     | Ford Cosworth DFV 3.0 V8 | F      |
| Team Lotus                  | 06  | Graham Hill     | Lotus 49     | Ford Cosworth DFV 3.0 V8 | F      |
| Honda Racing                | 07  | John Surtees    | Honda RA273  | Honda RA273E 3.0 V12     | F      |
| Scuderia Ferrari SpA SEFAC  | 08  | Chris Amon      | Ferrari 312  | Ferrari 242 3.0 V12      | F      |
| Anglo American Racers       | 09  | Dan Gurney      | Eagle T1G    | Weslake 58 3.0 V12       | G      |
| Anglo American Racers       | 10  | Bruce McLaren   | Eagle T1G    | Weslake 58 3.0 V12       | G      |
| Cooper Car Company          | 11  | Jochen Rindt    | Cooper T86   | Maserati 10/F1 3.0 V12   | F      |
| Cooper Car Company          | 12  | Pedro Rodríguez | Cooper T81   | Maserati 9/F1 3.0 V12    | F      |
| Cooper Car Company          | 14  | Alan Rees       | Cooper T81   | Maserati 9/F1 3.0 V12    | F      |
| Reg Parnell Racing          | 15  | Chris Irwin     | BRM P261     | BRM P56 2.0 V8           | F      |
| Reg Parnell Racing          | 16  | Piers Courage   | BRM P261     | BRM P56 2.0 V8           | F      |
| Rob Walker Racing           | 17  | Joseph Siffert  | Cooper T81   | Maserati 9/F1 3.0 V12    | F      |
| Guy Ligier                  | 18  | Guy Ligier      | Brabham BT20 | Repco 620 3.0 V8         | F      |
| DW Racing Enterprises       | 19  | Bob Anderson    | Brabham BT11 | Climax FPF 2.8 L4        | F      |
| Bernard White Racing        | 20  | David Hobbs     | BRM P261     | BRM P60 2.1 V8           | G      |
| Charles Vögele Racing       | 22  | Silvio Moser    | Cooper T77   | A.T.S. 2.7 V8            | D      |
| Joakim Bonnier Racing Team  | 23  | Joakim Bonnier  | Cooper T81   | Maserati 9/F1 3.0 V12    | F      |

## Klassifikationen

### Startaufstellung
| Pos. | Fahrer          | Konstrukteur    | Zeit   | Ø-Geschwindigkeit | Start |
| ---- | --------------- | --------------- | ------ | ----------------- | ----- |
| 01   | Jim Clark       | Lotus-Ford      | 1:25,3 | 198,823 km/h      | 01    |
| 02   | Graham Hill     | Lotus-Ford      | 1:26,0 | 197,205 km/h      | 02    |
| 03   | Jack Brabham    | Brabham-Repco   | 1:26,2 | 196,747 km/h      | 03    |
| 04   | Denis Hulme     | Brabham-Repco   | 1:26,3 | 196,519 km/h      | 04    |
| 05   | Dan Gurney      | Eagle-Weslake   | 1:26,4 | 196,292 km/h      | 05    |
| 06   | Chris Amon      | Ferrari         | 1:26,9 | 195,162 km/h      | 06    |
| 07   | John Surtees    | Honda           | 1:27,2 | 194,491 km/h      | 07    |
| 08   | Jochen Rindt    | Cooper-Maserati | 1:27,4 | 194,046 km/h      | 08    |
| 09   | Pedro Rodríguez | Cooper-Maserati | 1:27,9 | 192,942 km/h      | 09    |
| 10   | Bruce McLaren   | Eagle-Weslake   | 1:28,1 | 192,504 km/h      | 10    |
| 11   | Mike Spence     | B.R.M.          | 1:28,3 | 192,068 km/h      | 11    |
| 12   | Jackie Stewart  | B.R.M.          | 1:28,7 | 191,202 km/h      | 12    |
| 13   | Chris Irwin     | B.R.M.          | 1:29,6 | 189,281 km/h      | 13    |
| 14   | David Hobbs     | B.R.M.          | 1:30,1 | 188,231 km/h      | 14    |
| 15   | Alan Rees       | Cooper-Maserati | 1:30,3 | 187,814 km/h      | 15    |
| 16   | Piers Courage   | B.R.M.          | 1:30,4 | 187,606 km/h      | 16    |
| 17   | Bob Anderson    | Brabham-Climax  | 1:30,7 | 186,986 km/h      | 17    |
| 18   | Joseph Siffert  | Cooper-Maserati | 1:31,0 | 186,369 km/h      | 18    |
| 19   | Joakim Bonnier  | Cooper-Maserati | 1:32,0 | 184,343 km/h      | 19    |
| 20   | Silvio Moser    | Cooper-A.T.S.   | 1:30,3 | 187,814 km/h      | 20    |
| 21   | Guy Ligier      | Brabham-Repco   | 1:34,8 | 178,899 km/h      | 21    |

### Rennen
| Pos. | Fahrer          | Konstrukteur    | Runden | Stopps | Zeit       | Start | Schnellste Runde |
| ---- | --------------- | --------------- | ------ | ------ | ---------- | ----- | ---------------- |
| 01   | Jim Clark       | Lotus-Ford      | 80     | 0      | 1:59:25,6  | 01    | 1:28,0           |
| 02   | Denis Hulme     | Brabham-Repco   | 80     | 0      | + 12,8     | 04    | 1:27,0           |
| 03   | Chris Amon      | Ferrari         | 80     | 0      | + 16,6     | 06    | 1:28,0           |
| 04   | Jack Brabham    | Brabham-Repco   | 80     | 0      | + 21,8     | 03    | 1:28,2           |
| 05   | Pedro Rodríguez | Cooper-Maserati | 79     | 0      | + 1 Runde  | 09    | 1:29,2           |
| 06   | John Surtees    | Honda           | 78     | 0      | + 2 Runden | 07    | 1:30,2           |
| 07   | Chris Irwin     | B.R.M.          | 77     | 0      | + 3 Runden | 13    | 1:30,4           |
| 08   | David Hobbs     | B.R.M.          | 77     | 0      | + 3 Runden | 14    | 1:32,0           |
| 09   | Alan Rees       | Cooper-Maserati | 76     | 0      | + 4 Runden | 15    | 1:32,4           |
| 10   | Guy Ligier      | Brabham-Repco   | 76     | 0      | + 4 Runden | 21    | 1:33,0           |
| –    | Bob Anderson    | Brabham-Climax  | 67     | 0      | DNF        | 17    | 1:33,6           |
| –    | Graham Hill     | Lotus-Ford      | 64     | 1      | DNF        | 02    | 1:27,8           |
| –    | Mike Spence     | B.R.M.          | 44     | 1      | DNF        | 11    | 1:30,6           |
| –    | Dan Gurney      | Eagle-Weslake   | 34     | 0      | DNF        | 05    | 1:28,4           |
| –    | Silvio Moser    | Cooper-A.T.S.   | 29     | 0      | DNF        | 20    | 1:34,4           |
| –    | Jochen Rindt    | Cooper-Maserati | 26     | 3      | DNF        | 08    | 1:30,0           |
| –    | Jackie Stewart  | B.R.M.          | 20     | 0      | DNF        | 12    | 1:28,8           |
| –    | Bruce McLaren   | Eagle-Weslake   | 14     | 0      | DNF        | 10    | 1:28,4           |
| –    | Joseph Siffert  | Cooper-Maserati | 10     | 0      | DNF        | 18    | 1:34,0           |
| –    | Joakim Bonnier  | Cooper-Maserati | 0      | 0      | DNF        | 19    | –                |
| DNS  | Piers Courage   | B.R.M.          | –      | –      | –          | 16    | –                |

## WM-Stände nach dem Rennen
Die ersten sechs des Rennens bekamen 9, 6, 4, 3, 2, 1 Punkte. Die besten fünf Ergebnisse der ersten sechs und die besten vier der restlichen fünf Rennen zählten zur Meisterschaft. In der Konstrukteurswertung zählten dabei nur die Punkte des bestplatzierten Fahrers eines Teams.

### Fahrerwertung
| Pos. | Fahrer          | Konstrukteur                   | Punkte |
| ---- | --------------- | ------------------------------ | ------ |
| 01   | Denis Hulme     | Brabham-Repco                  | 28     |
| 02   | Jim Clark       | Lotus-B.R.M.                   | 19     |
| 03   | Jack Brabham    | Brabham-Repco                  | 19     |
| 04   | Chris Amon      | Ferrari                        | 15     |
| 05   | Pedro Rodríguez | Cooper-Maserati                | 14     |
| 06   | Jackie Stewart  | B.R.M.                         | 10     |
| 07   | Dan Gurney      | Eagle-Climax                   | 9      |
| 08   | Graham Hill     | Lotus-Ford                     | 6      |
| 09   | John Love       | Cooper-Climax                  | 6      |
| 10   | John Surtees    | Honda                          | 5      |
| 11   | Bruce McLaren   | McLaren-B.R.M. / Eagle-Weslake | 3      |
| 12   | Mike Spence     | B.R.M.                         | 3      |
| 13   | Jochen Rindt    | Cooper-Maserati                | 3      |
| 14   | Joseph Siffert  | Cooper-Maserati                | 3      |
| 15   | Bob Anderson    | Brabham-Climax                 | 2      |

| Pos. | Fahrer              | Konstrukteur          | Punkte |
| ---- | ------------------- | --------------------- | ------ |
| 16   | Mike Parkes         | Ferrari               | 2      |
| 17   | Chris Irwin         | Lotus-B.R.M. / B.R.M. | 2      |
| 18   | Ludovico Scarfiotti | Ferrari               | 1      |
| 19   | David Hobbs         | B.R.M.                | 0      |
| 20   | Alan Rees           | Cooper-Maserati       | 0      |
| 21   | Guy Ligier          | Cooper-Maserati       | 0      |
| –    | Joakim Bonnier      | Cooper-Maserati       | 0      |
| –    | Lorenzo Bandini †   | Ferrari               | 0      |
| –    | Piers Courage       | Lotus-B.R.M.          | 0      |
| –    | Dave Charlton       | Brabham-Climax        | 0      |
| –    | Luki Botha          | Brabham-Climax        | 0      |
| –    | Sam Tingle          | LDS-Climax            | 0      |
| –    | Johnny Servoz-Gavin | Matra-Ford            | 0      |
| –    | Silvio Moser        | Cooper-A.T.S.         | 0      |

### Konstrukteurswertung
| Pos. | Konstrukteur    | Punkte |
| ---- | --------------- | ------ |
| 01   | Brabham-Repco   | 33     |
| 02   | Lotus-Ford      | 19     |
| 03   | Cooper-Maserati | 19     |
| 04   | Ferrari         | 15     |
| 05   | B.R.M.          | 11     |
| 06   | Eagle-Weslake   | 9      |
| 07   | Cooper-Climax   | 6      |

| Pos. | Konstrukteur   | Punkte |
| ---- | -------------- | ------ |
| 08   | Lotus-B.R.M.   | 6      |
| 09   | Honda          | 5      |
| 10   | McLaren-B.R.M. | 3      |
| 11   | Brabham-Climax | 2      |
| –    | Lotus-Climax   | 0      |
| –    | LDS-Climax     | 0      |
| –    | Matra-Ford     | 0      |